# 달라시슬라
달라시슬라(아이슬란드어: Dalasýsla)는 아이슬란드의 주이다. 이 주는 베스튀를란드 지역에 있다.

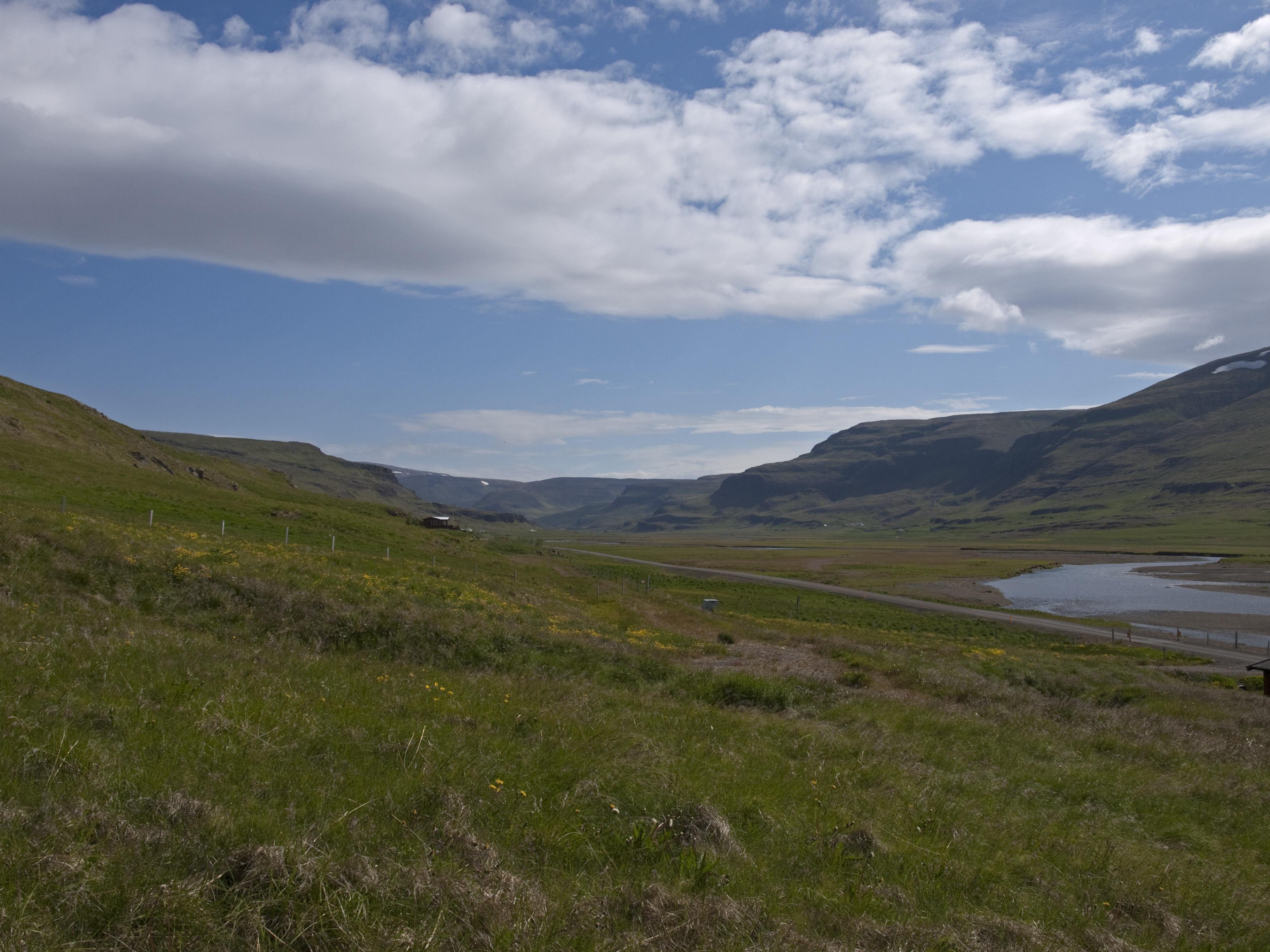